# Frederick W. Mote
Fredrick W. Mote (2 juin 1922 – 10 février 2005) est un sinologue américain et un professeur d'histoire à l'université de Princeton pendant environ 50 ans. Ses sujets de recherche et d'enseignement se concentrent sur l'histoire de la Chine aux époques des dynasties Ming et Yuan. En collaboration avec les professeurs Twitchett et Fairbank, il participe à la création du The Cambridge History of China, un livre référence sur l'histoire de la Chine.

## Biographie
Mote est né à Plainview, dans le Nebraska, dans une fratrie de dix enfants. En 1943, il s'engage dans les United States Army Air Forces mais ne peut intégrer l'école de pilotage pour raisons médicales. À cause de son cursus scolaire au cours duquel il a étudié la langue chinoise, l'Air Force envoie Mote à l'université Harvard pour étudier le Chinois sous l'enseignement de John K. Fairbank pendant un an. En 1944, il rejoint le Office of Strategic Services (le précurseur de la CIA) en tant qu'officier non nommé et sert sur le théâtre d'opérations Chine-Birmanie-Inde jusqu'en 1946.
Après la guerre, il rejoint l'université de Nankin dont il sort diplômé en 1948 avec un master en histoire chinoise. Lorsque les communistes chinois s'emparent de Pékin en 1949, il travaille en tant qu'officier traducteur à l'ambassade des États-Unis. Contraint de quitter la Chine en 1950, il continue ses études aux États-Unis, empochant un master de l'université de Washington à Seattle en 1954. Il est ensuite employé par l'université de Princeton deux ans plus tard et y reste jusqu'à quelques années avant son décès (il prend sa retraite comme enseignant en 1987). Durant les années 1960, Mote s'occupe des ressources financières des fondations Rockefeller et Ford, qui acquièrent une importante collection de documents chinois. Il obtient la Guggenheim Fellowship à deux reprises.
En 1980, le professeur Twitchett vient enseigner à Princeton et les deux hommes travaillent ensemble pendant les huit années suivantes. Ils coéditent les volumes 7 et 8 du The Cambridge History of China. En plus de ce travail en tant qu'éditeur, Mote écrit 23 chapitres différents dans cette série de livres. Peu avant sa mort, il publie l'impressionnant livre Imperial China 900-1800 (1999) qui résume (et parfois corrige) les volumes 5, 6, 7, 8 et 9 du The Cambridge History of China.
Mote épouse Ch’en Hsiao-lan en Chine en 1950. Elle lui survit après 55 ans de mariage.
À la fois ses étudiants et ses amis l'appelaient Fritz Mote.

## Sélection de travaux
- (en) The Cambridge History of China, Volume 7 - The Ming Dynasty, 1368 - 1644, Part I (édité par Mote et Twitchett) (1988)
- (en) The Cambridge History of China, Volume 8 - The Ming Dynasty, 1368 - 1644, Part II (édité par Mote et Twitchett) (1988)
- (en) Imperial China: 900–1800 (1999)